# Jazzkaar
Jazzkaar (Tallinn International Jazz Festival) is een jaarlijks terugkerend internationaal jazzfestival in Tallinn in Estland. Het duurt zo'n tien dagen. Het eerste festival had plaats in 1990.
In Tallinn werden al in 1966 en 1967 jazzfestivals gehouden, maar de Sovjet-Unie stond geen verdere edities toe.
Voor het festival is aan de haven een paviljoen gebouwd. Musici die op Jazzkaar hebben opgetreden zijn onder meer Bobby McFerrin (2011), Dianne Reeves (2010), Jan Garbarek (1997, 2003, 2012), Richard Bona (2002, 2003, 2011), John Scofield (2004) , Charles Lloyd (1967, 1997, 2005, 2013), Chick Corea (1994, 2012) en Angie Stone (2009).
Sinds 2010 is er een Urban City Project met optredens van jazzmusici op openbare plaatsen in de stad.